# Эльгюн, Накие
Накие Эльгюн (тур. Nakiye Elgün; 1882, Румелифенери — 23 марта 1954, Стамбул) — турецкий политик и преподавательница, одна из первых женщин-членов Великого национального собрания Турции, избранная на всеобщих выборах 1935 года. Она представляла в нём Эрзурум.
Эльгюн была одним из тех педагогов, которые работали над распространением образования среди девочек в конце османского периода и в первые годы существования Турецкой Республики. Она присоединилась к османскому женскому движению и стала одной из первых женщин республиканской эпохи, получивших политические права. Эльгюн стала первой женщиной-членом Стамбульского муниципального собрания в 1930 году.

## Биография
Эльгюн родилась в 1882 году в Стамбуле. В 1911 году, в эпоху второй Конституции, она устроилась на работу в недавно открытую Стамбульскую школу Инас. Она играла активную роль в общественной жизни, а также в сфере образования. Эльгюн была клерком в ассоциации Тил-и-Нисван, одной из первых османских женских организаций. Во время её работы в школе Инас министерство образования попросило её подготовить проект, который стал бы ведущим при обновлении системы уровней образования. Также она предложила, чтобы учащиеся занимались в классах белого цвета. Когда её проекты были отклонены министерством образования, Эльгюн подала в отставку в 1914 году.
В 1914—1917 годах Эльгюн работала в Министерстве благочестия (Evkaf Nazırlığı); она принимала участие в восстановлении и организации школ Фонда, созданного в Султанахмете. В 1916 году по приглашению военного и гражданского администратора Сирии Ахмеда Джемаля-паши она вместе с Халиде Эдиб Адывар возглавила кампанию по созданию учительских школ для девочек в Сирии, где она преподавала турецкий язык в Дамаске, Иерусалиме и Бейруте. Поскольку Министерство образования, на основе централизации всего образования, взяло под свой контроль все школы Фонда, Эльгюн подумала, что для неё больше не существует задач в официальном школьном секторе, и оставила свою должность.
Позже она приняла предложение восстановить старую школу, которая была основана в Беязыте в 1915 году, но пришла в упадок, когда Мустафа Саты-бей ушёл с поста директора школы. Эльгюн восстановила её в 1917 году под названием Февзийской средней школы.
Во время Первой мировой войны Эльгюн была добровольцем Красного Полумесяца, а после неё она выступала на различных собраниях в Стамбуле, протестуя против оккупации Анатолии, в качестве председателя Ассоциации учителей в тот период. 23 мая 1919 года она была одним из ораторов на большом митинге на площади Султанахмет. Именно в это время, по некоторым оценкам, Накие Эльгюн превратилась в политическую фигуру.
Во время Войны за независимость Турции Эльгюн основала Общество помощи семьям мучеников. Она также поддерживала национальную военную кампанию, пряча некоторые военные материалы, которые отправлялись в Анатолию через Бартын, на складах школы Фейзие. Общество помощи семьям мучеников было распущено после окончания войны. Накие Эльгюн уволилась со своей должности в школе Февзие в конце 1928 года.
После войны Эльгюн принимала участие в открытии стамбульского отделения Турецкого авиационного общества, которое первоначально было создано в Анкаре, и была президентом этого отделения. Она также участвовала в создании стамбульского отделения Общества экономики и сбережений, а затем работала в стамбульском отделении Халкевлери. Тем временем она вернулась к своей образовательной деятельности в 1929 году и была назначена директором Стамбульской средней школы для девочек. Однако когда в 1930 году женщинам было предоставлено право избираться в муниципальные и провинциальные советы, она оставила свой пост и присоединилась к Стамбульской генеральной ассамблее в качестве члена от Бейоглу. Она была первой женщиной, которая была избрана членом Постоянного совета ассамблеи. На выборах 1934 года она вновь была избрана в Стамбульскую генеральную ассамблею и Постоянный совет.
5 декабря 1934 года, когда женщинам было предоставлено право голосовать и быть избранными, Эльгюн активно участвовала в торжествах, организованных женщинами. На выборах 8 февраля 1935 года она была выдвинута в парламент Республиканской народной партией и с 870 голосами избралась в Великое национальное собрание Турции в качестве депутата от Эрзурума на пятый срок.
24 марта 1935 года она была избрана президентом Общества защиты женщин на его четвёртом заседании. 25 мая 1935 года Эльгюн была избрана членом Центрального исполнительного совета Турецкой авиационной ассоциации, а 13 июня 1936 года — членом руководства Генеральной ассамблее организации по защите детей. В 1938 году она приняла на себя обязанности председателя Общества Топкапы Фукарапервер и продолжала исполнять эту роль до самой своей смерти.
Накие Эльгюн умерла 23 марта 1954 года в Стамбуле. В честь неё назван проспект в Османбее.